# Johan Christiaan van Brieg
Johan Christiaan van Brieg (Ohlau, 28 augustus 1591 – Osterode, 25 december 1639) was van 1602 tot 1612 hertog van Liegnitz en Wohlau, van 1602 tot aan zijn dood hertog van Brieg en van 1605 tot aan zijn dood hertog van Ohlau. Hij behoorde tot de Silezische tak van het huis der Piasten.

## Levensloop
Johan Christiaan was de tweede, maar oudst overlevende zoon van hertog Joachim Frederik van Brieg en diens echtgenote Anna Maria, dochter van vorst Joachim Ernst van Anhalt. 
Toen Johan Christiaan en zijn jongere broer George Rudolf na het overlijden van hun vader in 1602 de hertogdommen Brieg, Liegnitz en Wohlau erfden, waren ze nog minderjarig. Hierdoor werden ze onder het regentschap geplaatst van hun moeder Anna Maria, die als weduwegoed het hertogdom Ohlau geërfd had. Johan Christiaan leefde in die periode een tijdlang aan het hof van zijn tante Elisabeth van Anhalt, weduwe van keurvorst Johan George van Brandenburg, in Crossen an der Oder en aansluitend in Berlijn. Het was daar dat zich in 1604 bekeerde tot het gereformeerd protestantisme, waardoor hij geloofsmatig in tegenstelling kwam met zijn leenheren van het huis Habsburg, die het koninkrijk Bohemen bestuurden. Vervolgens studeerde hij aan de Universiteit van Straatsburg en ondernam hij een opleidingsreis door West-Duitsland en Frankrijk. In 1605 stierf zijn moeder, waarna Johan Christiaan het hertogdom Ohlau erfde en hij en zijn broer George Rudolf onder het regentschap geplaatst werden van hertog Karel II van Münsterberg-Oels, wiens echtgenote Elisabeth Magdalena de zus was van hun vader.
Toen Johan Christiaan in 1609 volwassen werd verklaard, keerde hij terug naar Silezië en nam hij de regering van de hertogdommen Brieg en Liegnitz over. Op 7 oktober van dat jaar huldigde hij in Breslau de Boheemse koning Rudolf II als leenheer. Nadat zijn broer George Rudolf in 1611 volwassen geworden was, besloten de broers in 1612 tot een landsverdeling over te gaan. Johan Christiaan behield de hertogdommen Brieg en Ohlau, terwijl de hertogdommen Liegnitz en Wohlau naar George Rudolf gingen. In april 1611 woonde Johan Christiaan als hoofd van de Silezische vorsten deel aan de algemene landdag in Praag. Hoewel hij in 1614 het calvinistische geloof aannam, werd hij na het overlijden van hertog Adam Wenceslaus van Teschen in 1617 door de katholieke keizer Matthias benoemd tot opperlandeshauptmann van Silezië. Dit kwam omdat Matthias zich hield aan de Majesteitsbrief die keizer Rudolf II in 1609 had uitgevaardigd, waarin religieuze vrijheid verzekerd werd aan de evangelische Staten van Silezië.

### Boheemse Opstand en Dertigjarige Oorlog
Toen Matthias' neef Ferdinand II in 1617 tot koning van Bohemen werd verkozen, begon hij onmiddellijk Contrareformatorische maatregelen te nemen, waardoor duidelijk werd dat hij niet bereid was om de door de Majesteitsbrief gegarandeerde religieuze vrijheid te verzekeren. Om deze reden keerden de Boheemse protestantse Staten zich tegen Ferdinand, wat in 1618 tot de Tweede Praagse Defenestratie leidde. Door deze gebeurtenissen kwam het ook tot onrust in Silezië, waarvan de drijvende kracht hertog Johan George van Brandenburg-Jägerndorf was. Hij werd ondersteund door Johan Christiaans broer George Rudolf, hertog Hendrik Willem van Oels-Bernstadt en hertog Karel Frederik I van Münsterberg-Oels. Hoewel de Silezische Staten aanvankelijk een aarzelende houding aannamen, stelde Johan George een Silezisch leger samen dat begin oktober 1618 uitrukte om de Boheemse Opstand te ondersteunen.
In 1619 onderschreef Johan Christiaan de Boheemse Confederatie en liet hij zich verkiezen tot een van de twintig defensoren. Nadat Ferdinand II afgezet was als koning van Bohemen, ondersteunde hij de verkiezing van de calvinistische keurvorst Frederik V van de Palts, met wie hij geloofsmatig verbonden was. Toen Frederik V in februari 1620 Silezië bezocht, werd hij door Johan Christiaan opgevangen in het slot van Ohlau en op 27 februari leidde hij de leenheerhuldiging van de Silezische vorsten in Breslau.
Op 8 november 1620 leden de Boheemse troepen een zware nederlaag in de Slag op de Witte Berg tegen het keizerlijke leger, waarna Praag door de Habsburgers werd bezet. Op 28 februari 1621 werd onder de bemiddeling van keurvorst Johan George I van Saksen in Dresden het zogenaamde Akkoord van Dresden ondertekend. De Silezische vorsten zwoeren trouw aan de keizer en moesten hun banden met de vijand volledig afbreken. Ook moesten ze als goedmaking 300.000 gulden betalen voor hun deelname aan de opstand. Johan George van Brandenburg-Jägerndorf werd als aanvoerder van de Silezische troepen echter in de Rijksban geplaatst, terwijl Johan Christiaan door de Habsburgers als landverrader werd beschouwd. Op 1 april 1621 nam hij ontslag als opperlandeshauptmann van Silezië om te vermijden dat hij uit dit ambt gezet zou worden. Johan Christiaan vluchtte naar Frankfurt aan de Oder, waar hem aan het hof van keurvorst George Willem van Brandenburg bescherming werd verleend en waar zijn familie sinds februari van dat jaar reeds verbleef. In november 1621 keerde Johan Christiaan terug naar Breslau om Ferdinand II te huldigen als leenheer. Na de bemiddeling van de keurvorsten van Saksen kon Johan Christiaan op 8 december terugkeren naar zijn hertogdom, waarna hij ging resideren in het slot van Brieg.
Door de gebeurtenissen van de vorige jaren hield Johan Christiaan zich politiek op de achtergrond, waardoor zijn vrijheid van handelen ingeperkt was. Op 9 augustus 1633 sloten Johan Christiaan, zijn broer George Rudolf en hertog Karel Frederik I van Münsterberg-Oels in de stad Breslau een alliantie die erop gericht was om de geloofsvrijheid te verdedigen. Het bondgenootschap werd aangevoerd door de Saksische veldheer Hans Georg von Arnim-Boitzenburg en stond onder de bescherming van Saksen, Brandenburg en Zweden. Hierdoor verloren Johan Christiaan en zijn bondgenoten opnieuw de gunst van de keizer.

### Ballingschap in Polen en Pruisen
Nadat de keizerlijke troepen onder leiding van Hans Ulrich von Schaffgotsch op 11 oktober 1633 de Slag bij Steinau hadden gewonnen, verlieten de protestantse bondgenoten van de vorsten van Silezië het land, waardoor ze geen economische en politieke ondersteuning meer hadden. Johan Christiaan en George Rudolf besloten daarop te vluchten. Johan Christiaan, die zijn hof reeds naar Herrnstadt had verplaatst, bevond zich enkele mijlen van de Poolse grens. In de ochtend van 12 oktober 1633 trok hij de grensstad Lissa binnen, de late avond van die dag gevolgd door zijn broer George Rudolf. Omdat de broers een lang oponthoud aan de grens gevaarlijk vonden, trokken ze naar Thorn om er de verdere ontwikkelingen af te wachten. Ook Johan Christiaans zonen George III en Lodewijk IV, die in het buitenland studeerden, werden erheen gebracht, in februari 1634 gevolgd door dichter Martin Opitz, die in dienst van Johan Christiaan diplomatieke en politieke opdrachten uitvoerde.
Na het in ongenade vallen van Schaffgotsch bij keizer Ferdinand II en de moord op Albrecht von Wallenstein in februari 1634 zette Johan Christiaan zijn onafhankelijke beleid voort, waarbij hij geen rekening meer hield met de keizer. Vanuit Thorn contacteerde hij de Silezische Staten en drong hij er bij hen aan om zich bij zijn protestantse bondgenoten aan te sluiten. De Staten vonden echter dat Johan Christiaan en zijn broer moesten terugkeren en verkozen de afwezige Johan Christiaan op 11 juli 1634 tot directeur van de Silezische Vorstendag. De broers keerden daarop terug naar Breslau, waar op 23 augustus 1634 de eerste zitting van de Vorstendag onder leiding van Johan Christiaan plaatsvond. In een anoniem geschrift uit de kring van de hertog werd het recht op verzet benadrukt en werd vastgelegd dat het keizerlijke wapen niet meer geslagen mocht worden op de munten die in het keizerlijk munthuis van Breslau geproduceerd werden. Na de keizerlijke zege in de Slag bij Nördlingen in september 1634 drong de Silezische bondgenoot Saksen aan op vrede met de keizer. Omdat te verwachten was dat die vrede nadelig zou zijn voor de Sileziërs, verliet Johan Christiaan begin januari 1635 opnieuw Silezië en begaf hij zich opnieuw naar Thorn, waar hij op 13 januari arriveerde. Zijn zonen George en Lodewijk liet hij achter in Brieg. Met het Verdrag van Praag van 30 mei 1635 werden de begunstigingen in de Majesteitsbrief opgeheven, het Akkoord van Dresden herroepen en werden de Silezische vorsten tot onderwerping gedwongen.
Om te garanderen dat zijn zoon George III zijn domeinen zou erven, meldde Johan Christiaan vanuit Thorn zijn onderwerping aan de keizer, die hij op 20 september 1635 in vereiste vorm herhaalde. Om te verhinderen dat hij de keizer persoonlijk moest huldigen, verschuldigde hij zich wegens ziekte en liet hij zijn zoon George in zijn plaats de keizer huldigen. Door de toegelaten huldiging kon Johan Christiaan het hertogdom Brieg behouden, maar de administratie liet hij over aan George, die hij in 1637 tot stadhouder benoemde.
De hernieuwde ballingschap van Johan Christiaan in Thorn gebeurde met de toestemming van koning Wladislaus IV van Polen, met wie hij een vriendschappelijke relatie onderhield. Dat veranderde toen Wladislaus huwde met een dochter van keizer Ferdinand II, Cecilia Renata. Begin 1636 werd Johan Christiaan meegedeeld dat Polen hem niet langer asiel wilde verlenen. Na onderhandelingen met keurvorst George Willem van Brandenburg kreeg hij als pand het Pruisische ambt Osterode met bijbehorend slot toegewezen.
Johan Christiaan stierf op 25 december 1639 in Osterode, op 48-jarige leeftijd. Zijn lichaam werd pas in december 1640 bijgezet in de Sint-Hedwigskerk van Brieg.

## Huwelijken en nakomelingen
Op 12 december 1610 huwde hij met Dorothea Sibylle (1590-1625), dochter van keurvorst Johan George van Brandenburg. Ze kregen dertien kinderen:
- George III (1611-1664), hertog van Brieg
- Joachim (1612-1613)
- Hendrik (1614-1614)
- Ernst (1614-1614)
- Anna Elisabeth (1615-1616)
- Lodewijk IV (1616-1663), hertog van Liegnitz
- Rudolf (1617-1633)
- Christiaan (1618-1672), hertog van Liegnitz en Brieg
- August (1619-1620)
- Sibylle Margaretha (1620-1657), huwde in 1637 met graaf Gerhard VII van Dönhoff
- Dorothea (1622-1622)
- Agnes (1622-1622)
- Sophia Magdalena (1624-1660), huwde in 1642 met hertog Karel Frederik I van Münsterberg-Oels

Op 13 september 1626 huwde hij met zijn tweede echtgenote Anna Hedwig von Sitzsch (1611-1639), dochter van Friedrich von Sitzch, neef en hofmaarschalk van bisschop van Breslau Johan VI van Sitzsch. Omdat het een morganatisch huwelijk was, konden hun kinderen geen hertogelijke titel of dienovereenkomstige erfenis krijgen. In 1628 kreeg Anna Hedwig van keizer Ferdinand II de rang van vrijvrouw, terwijl zijn oudste zoon August en andere toekomstige kinderen de titel van vrijheer van Liegnitz kregen toegewezen. Johan Christiaan en Anna Hedwig kregen zeven kinderen:
- August (1627-1679), vrijheer van Liegnitz
- Dorothea Sibylla (1628-1629)
- een doodgeboren zoon (1629)
- Ernst (1630-1631)
- Sigismund (1632-1664), vrijheer van Liegnitz
- Johanna Elisabeth (1634-1673), huwde in 1651 met baron Zdenko Howora Berka van Dubá en Lipa
- Anna Christina (1636-1642)